# 長崎市立三重小学校
長崎市立三重小学校（ながさきしりつ みえしょうがっこう、Nagasaki City Mie Elementary School）は、長崎県長崎市三重町にある公立小学校。

## 概要
歴史
1868年（明治元年）に開校した「七生塾」（しちせいじゅく）の流れをくみ、1873年（明治6年）に「第五大学区第一中学区三重小学校」として創立。2013年（平成25年）に創立140周年を迎えた。
校章
「エ」の文字を3つ並べて、校名の「三重」を表している。
校歌
1957年（昭和32年）に制定。作詞は田島日露記、作曲は磯田有志朗による。歌詞は2番まであり、両番とも校名の「三重小学校」で終わる。
通学区域
中学校区は長崎市立三重中学校。

## 沿革
前史
- 1868年（明治元年）- 三重村役所内に小屋を構え、士族その他有志の師弟を集め、漢字・習字の教授を開始。校名を「七生塾」（しちせいじゅく）と命名。

正史
- 1873年（明治6年）- 学制に基づき、三重村内に第五大学区第一中学区彼杵郡の小学校として「三重小学校」と「樫山小学校」（かしやま）の2校が開校。
- 1877年（明治10年）-  樫山小学校を統合。
- 1886年（明治19年）- 小学校令により、「三重尋常小学校」に改称。修業年限を4ヶ年とする。
- 1899年（明治32年）4月 - 校舎を改築。高等科（修業年限2年）を併設し、「三重尋常高等小学校」と改称（尋常科（義務教育）4ヶ年・高等科2ヶ年）。
- 1907年（明治40年）4年 - 小学校令の一部改正により、「三重尋常小学校」と改称。修業年限を6ヶ年とする。
  - 義務教育期間が従来の4年から6年に延長されることとなり、高等科1・2年が尋常科5・6年に振り替えられて、高等科は廃止となった。
- 実施時期不明 - 高等科（修業年限2ヶ年）を併置し、「三重尋常高等小学校」に改称（尋常科（義務教育期間）6ヶ年・高等科2ヶ年）。
- 1926年（大正15年）- 校舎を改築。
- 1940年（昭和15年）- 新校舎（普通教室10・裁縫室・職員室）が完成。
- 1941年（昭和16年）4月1日 - 国民学校令の施行により、「三重村三重国民学校」と改称（初等科6ヶ年・高等科2ヶ年）。
- 1947年（昭和22年）4月1日 - 学制改革（六・三制）が行われる。
  - 三重国民学校の初等科（6ヶ年課程）を改組し、「三重村立三重小学校」とする。
  - 三重国民学校の高等科（2ヶ年課程）を改組し、三重村立三重中学校（新制中学校）とする。当面の間、小学校に併設する。
- 1957年（昭和32年）- 校歌を制定。
- 1962年（昭和37年）- 給食室を設置。
- 1963年（昭和38年）- 理科室と図書室を設置。
- 1968年（昭和43年）4月1日 - 特殊学級を開設。
- 1969年（昭和44年）- 校舎を改築。
- 1973年（昭和48年）
  - 3月31日 - 三重村が長崎市に編入されたことにより、「長崎市立三重小学校」（現校名）に改称。
  - この年 - プール・三江苑が完成。
- 1974年（昭和49年）- 体育館が完成。
- 1979年（昭和54年）- 校庭にフェンスを設置。
- 1984年（昭和59年）- 運動場に防球ネットを設置。
- 1986年（昭和61年）- 図工室・家庭科室・音楽室を設置。
- 1988年（昭和63年）- 国旗掲揚台ポールを設置。体育館にギャラリー用階段を設置。
- 1990年（平成2年）- 全日本バレーボール小学生大会に出場。
- 1991年（平成3年）- トイレを水洗化。水飲み場足洗い場と飼育舎を設置。
- 1992年（平成4年）- 生活科園を新設。
- 1999年（平成11年）- 全日本バレーボール小学生大会に出場。
- 2000年（平成12年）- ランチルームを設置。
- 2002年（平成14年）- 雲梯・すべり台を設置。下水道を完備。

## アクセス
最寄りのバス停
- 長崎バス「三重」バス停

最寄りの国道・県道
- 国道202号

## 周辺
- 長崎市役所三重支所
- 長崎市三重地区公民館
- 三重郵便局
- 長崎市立三重中学校
- 三重漁港

## 関連事項
- 長崎県小学校一覧